# Erika Steinbach
Erika Steinbach, (nata Hermann) (Rahmel, 25 luglio 1943), è una politica tedesca di destra. Membro del Bundestag dal 1990 al 2017.
È stata membro dell'Unione Cristiano-Democratica dal 1974 al 2017, del consiglio nazionale della CDU dal 2000 al 2010, della direzione del gruppo parlamentare CDU/CSU e portavoce della CDU/CSU per i diritti umani e aiuti umanitari (2005–2017). Steinbach, appartenente all'ala socialmente conservatrice della CDU, si è opposta all'aborto e al matrimonio tra persone dello stesso sesso. Durante la crisi migratoria europea, Steinbach è stata critica nei confronti delle politiche della cancelliera Merkel: nel gennaio 2017 ha lasciato la CDU per la questione dei migranti, da quel momento in poi è stata membro indipendente del Bundestag. 
Non si è candidata alle elezioni federali del settembre 2017, lasciando quindi il Bundestag. Invece, Steinbach ha pubblicamente appoggiato l’Alternativa für Deutschland (AfD), sebbene non sia diventata membro del partito populista di destra. Nel 2018 Steinbach è diventata presidente della Desiderius-Erasmus-Stiftung, una fondazione politica affiliata all'AfD. Membro di lunga data dell'Associazione tedesco-israeliana, Steinbach è nota anche per le sue opinioni filo-israeliane e ha spesso criticato il Ministero degli Esteri tedesco per aver votato a favore di risoluzioni anti-israeliane alle Nazioni Unite.
Oltre alla sua attività parlamentare, Steinbach è stata presidente della "Federazione degli espulsi" dal 1998 al 2014.

## Biografia
Il padre di Steinbach, Wilhelm Karl Hermann, nacque a Hanau (Assia, Germania centro-occidentale), ma la sua famiglia aveva origini nella Bassa Slesia. Nel 1941 il padre, sergente della Lufwaffe, era di stanza a Rumia (in tedesco Rahmel), un villaggio nella Seconda Repubblica Polacca, che fu occupata dalla Germania nazista nel 1939 come parte della neonata provincia di Reichsgau Danzica-Prussia occidentale. In quel luogo fu un tecnico dell'aerodromo. Alla madre di Steinbach, Erika Hermann (nata Grote), fu ordinato di lavorare nella città dopo l'annessione come Luftwaffenhelfer. Steinbach nacque in quella località come Erika Hermann.
Nel gennaio 1944 suo padre fu schierato sul fronte orientale. Nel gennaio 1945, durante l'offensiva dell'esercito sovietico nella Prussia orientale, la madre di Steinbach insieme ai suoi figli fuggirono nello Schleswig-Holstein, nella Germania nordoccidentale. Nel 1948 la famiglia si trasferì a Berlino, dove il nonno di Steinbach era diventato sindaco di uno dei quartieri della città. 
Nel 1949 Wilhelm Karl Hermann tornò dalla prigionia sovietica. Nel 1950, la famiglia si trasferì a Hanau, in Assia, dove Erika Steinbach completò i suoi studi e iniziò a studiare il violino.  Nel 1967 dovette abbandonare la carriera musicale a causa di un dito danneggiato.  Nel 1972 sposò Helmut Steinbach, il direttore di un'orchestra sinfonica giovanile locale, si diplomò alla scuola di amministrazione civile e si trasferì a Francoforte, dove iniziò a lavorare per un ufficio di valutazione comunale.

## Carriera politica
Nel 1974 è entrata a far parte della sezione di Francoforte della CDU. Nel 1977 è eletta membro del consiglio comunale di Francoforte e mantenne tale carica fino al 1990.

### Deputata al Bundestag

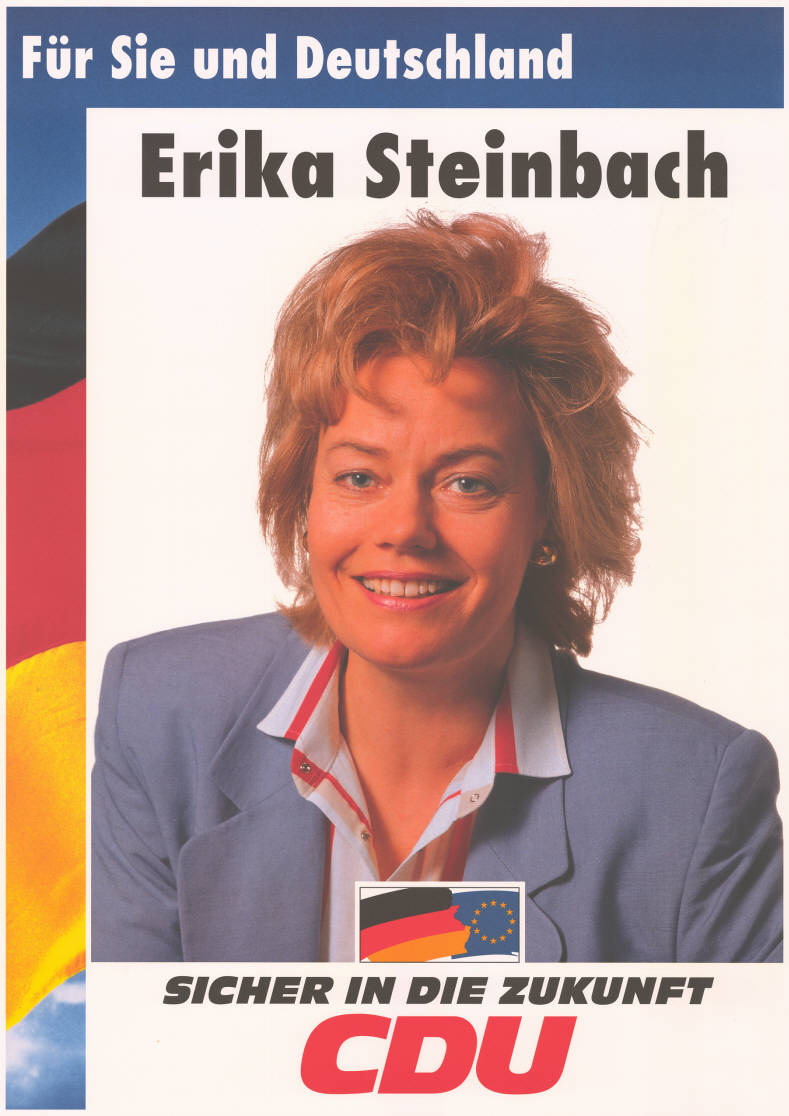
Steinbach su un poster della CDU per le elezioni del Parlamento europeo del 1994

È stata eletta deputata al Bundestag nel 1990 per la circoscrizione elettorale di Francoforte sul Meno III e lo ha rappresentato fino al 1998. Dal 2005 rappresenta la circoscrizione elettorale di Francoforte sul Meno II. Nel 1990 ha votato contro il Trattato sul confine tedesco-polacco (1990).  Nel 1997 criticò l'approvazione della Dichiarazione di riconciliazione ceco-tedesca.
Dal 2005 è membro della commissione parlamentare tedesca per i diritti umani e l'aiuto umanitario e portavoce per i diritti umani della frazione CDU/Unione cristiano-sociale. Dal 2000 è membro del consiglio nazionale della CDU. Nel 2009 le è stato offerto il posto di Segretario di Stato presso il Ministero federale dell'Istruzione e della Ricerca, ma ha rifiutato.

## Impegno politico

### Organizzazione degli espulsi
Steinbach era membro del consiglio federale dell'Associazione statale della Prussia occidentale. È membro dell'Associazione degli Espulsi (BdV) dal 1994 e ne è stata presidente dal 1998 al 2014. È stata confermata l'ultima volta alla presidenza della BdV nel 2012 dall'Assemblea federale della BdV con il 97,5% dei voti. Nel novembre 2014 non si è più candidata alle nuove elezioni presidenziali.
Dal 2000 al 2018 è stata presidente della fondazione “Centro contro le espulsioni” fondata dal BdV, insieme a Peter Glotz  fino alla sua morte nel 2005. È stata membro della giuria del Premio Franz Werfel per i diritti umani assegnato dal centro a partire dal 2003.
Steinbach ha scritto dei retroscena del suo impegno a favore del BdV e di un luogo commemorativo centrale per gli sfollati nel suo libro The Power of Memory, pubblicato nel 2010.
La legge federale tedesca sugli espulsi del 1953 definisce espulsi tutti i cittadini tedeschi e di etnia tedesca con residenza principale al di fuori della Germania del dopoguerra, che hanno perso questa residenza nel corso della fuga e delle espulsioni legate alla seconda guerra mondiale.

### Richieste di risarcimento
Nel 2004, Steinbach ha proposto una regolamentazione interna per le richieste di risarcimento degli sfollati al fine di porre fine al conflitto di politica estera. La proposta incontrò la resistenza della direzione del BdV. Ha accusato il governo federale rosso-verde di aver inviato risposte agli sfollati deportati, rimandandoli in Polonia e facendo valere i loro diritti lì, negando allo stesso tempo pubblicamente le loro pretese legali in Germania. Ha continuato a perseguire la linea della regolamentazione interna. Steinbach, insieme al presidio BdV, prende le distanze dalle richieste di risarcimento della Preußische Treuhand contro la Polonia, la cui causa in questo caso è stata respinta dalla Corte europea dei diritti dell'uomo nell'ottobre 2008.

### Dubbi sullo status di sfollata di Steinbach
Il suo impegno a favore degli sfollati è stato visto in modo critico in relazione al suo luogo di nascita: in un articolo sul quotidiano polacco Rzeczpospolita è stata dipinta come una “falsa sfollata”. I suoi genitori non erano originari del Reichsgau Danzica-Prussia occidentale, dove era nata, ma si trasferirono lì dalla Germania occidentale solo dopo la sua annessione durante la seconda guerra mondiale, che violava il diritto internazionale. Steinbach quindi non fu espulsa dalla sua patria. Lei ha commentato che "non devi essere una balena per difendere le balene". Il ministro degli Esteri polacco Radosław Sikorski disse di lei: “[…] che venne nel nostro paese con Hitler e dovette andarsene con Hitler”.

## Vita privata
È stata sposata con il direttore d'orchestra Helmut Steinbach dal 1972 fino alla sua morte nel gennaio 2019. In precedenza aveva anche il nome Steinbach-Hermann.
Steinbach ha lasciato la Chiesa evangelica in Assia e Nassau nel 2003 con la motivazione che “la Chiesa protestante si comporta in parte come un partito sostitutivo, invece di fornire sicurezza e orientamento nella fede” e opera “una politica piuttosto piatta e schiettamente laica”. Passò alla vecchia chiesa evangelica luterana indipendente.

## Opere
- Die Macht der Erinnerung (Il potere della memoria), 2ª edizione riveduta e integrata, Universitas-Verlag, Monaco/Vienna 2011, ISBN 978-3-8004-1495-6
- Flucht, Vertreibung, Mahnung. Menschenrechte sind nicht teilbar. Erfahrungen meines Lebens (Fuga, espulsione, avvertimento. I diritti umani non sono divisibili. Esperienze della mia vita), F.-A.-Herbig-Verlagsbuchhandlung, Monaco 2016, ISBN 978-3-7766-2780-0

## Premi e riconoscimenti
- Ordine al merito bavarese (9 luglio 2009)[28] Restituito il 14 maggio 2018.[29]
- Premio Carlo Magno Europeo della Nazionale dei Sudeti (22 maggio 2010)
- Croce di Centro dell'Ordine al Merito della Repubblica d'Ungheria (2014)